# Symphlebia meridionalis
Symphlebia meridionalis är en fjärilsart som beskrevs av William Schaus 1905. Symphlebia meridionalis ingår i släktet Symphlebia och familjen björnspinnare. Inga underarter finns listade i Catalogue of Life.